# هیروکی توداکا
هیروکی توداکا (انگلیسی: Hiroki Todaka؛ زادهٔ ۱۸ نوامبر ۱۹۹۱) بازیکن فوتبال اهل ژاپن است.